# جيلسون جيسوس دا سيلفا
جيلسون جيسوس دا سيلفا هو لاعب كرة قدم ومدرب كرة قدم برازيلي في مركز الوسط، ولد في 12 يونيو 1973 في البرازيل. شارك مع منتخب مقدونيا الشمالية لكرة القدم. أما مع النوادي، فقد لعب مع KF Besëlidhja Lezhë ‏.

## وصلات خارجية
- جيلسون جيسوس دا سيلفا على موقع ناشيونال فوتبول تيمز (الإنجليزية)